# Propriedade de grande cardinal
Em matemática, especialmente na área da teoria dos conjuntos, uma propriedade de grande cardinal é um certo tipo de propriedade de números cardinais transfinitos. Falando intuitivamente, cardinais com tais propriedades, como o nome sugere, são muito grandes: maiores que {\displaystyle \aleph _{0}}  (a cardinalidade dos números naturais), maiores que {\displaystyle 2^{\aleph _{0}}} (a cardinalidade do contínuo), maiores que {\displaystyle \aleph _{\omega }}, etc. 

## Características
Na teoria dos cardinais transfinitos de Cantor eram considerada uma sucessão infinita de tais cardinais: 
{\displaystyle \aleph _{0},\aleph _{1},\aleph _{2},\dots ,\aleph _{n},\dots ,\aleph _{\omega },\aleph _{\omega +1},\aleph _{\omega +2},\dots ,\aleph _{\omega +\omega },\dots ,\aleph _{\omega _{_{1}}},\dots ,\aleph _{\omega _{_{2}}},\dots ,\aleph _{\omega _{\omega }},\dots }
Entretanto, já em 1908 Haussdorf questiona a existência de cardinais maiores, cardinais limites regulares, que em 1914 denomina como "cardinais exorbitantes", nome adotado por Zermelo no seu trabalho de 1930. Com o surgimento da teoria axiomática de conjuntos ZFC, essa proposta poderia assumir uma forma mais precisa como:
a) Um cardinal cuja existência não pode ser demonstrada em ZFC, se ZFC for consistente;
b) esse cardinal é maior que todos aqueles cuja existência possa ser demonstrada em ZFC.
Esse critério é super abundante, pois coloca muitas propriedades que podem ser muito pouco interessantes. Por exemplo, dada um propriedade {\displaystyle P} de grande cardinal e sendo {\displaystyle \kappa } o primeiro cardinal com essa propriedade {\displaystyle P}, o cardinal sucessor {\displaystyle \kappa ^{+}} também teria uma propriedade de grande cardinal: ser o sucessor do primeiro cardinal com a propriedade {\displaystyle P}, coisa que pode resultar muito pouco interessante.
Por esse motivo, alguns autores preferem uma definição mais imprecisa, mas que atenda a critérios valorativos para ser "mais interessante". Por exemplo, ma propriedade de grande cardinal pode ser determinada pelas seguintes características:
a) Um cardinal com essa propriedade é essencialmente "maior" que cardinais com propriedades mais fracas;
b) produz consequências que tornam a teoria de conjuntos "mais forte", por exemplo, novas propriedades combinatórias.

## Exemplo
Um cardinal é fortemente inacessível se ele for maior que {\displaystyle \aleph _{0}\,}, ele não pode ser obtido através da repetição da operação de pegar um cardinal x e computar (usando aritmética cardinal) 2x, e se a sua cofinalidade for igual a ele mesmo, ou seja, é regular.
Mais precisamente, λ é um cardinal fortemente inacessível se:
- {\displaystyle \lambda >\aleph _{0}\,}
- para todo k < λ temos que 2k < λ.
- qualquer subconjunto k de λ que satisfaça {\displaystyle \forall x\in \lambda ,\exists y\in k,x<y\,} tem cardinalidade igual a λ

A existência de um cardinal fortemente inacessível é uma propriedade de grande cardinal: esse cardinal será "grande",  Vλ do Universo de von Neumann, com λ inacessível, será um modelo da teoria dos conjuntos ZFC (os axiomas de Zermelo-Fraenkel com o axioma da escolha), se ZFC é consistente.